# Christopher Dodd
Pour les articles homonymes, voir Dodd.
Christopher John Dodd, dit Chris Dodd, né le 27 mai 1944 à Willimantic (Connecticut), est un homme politique américain, sénateur du Connecticut au Congrès des États-Unis de 1981 à 2011. Candidat à l'investiture démocrate pour l'élection présidentielle de 2008, il abandonne après le caucus de l'Iowa à la suite d'un résultat décevant.
En janvier 2010, il annonce mettre fin à 35 ans de carrière politique, en décidant de ne pas se représenter au Sénat. Il termine ainsi sa carrière en donnant son nom à l'importante réforme de la réglementation des marchés financiers soutenue par l'administration Obama, le Dodd–Frank Wall Street Reform and Consumer Protection Act.

## Biographie
Christopher Dodd est le fils de l'ancien sénateur du Connecticut, Thomas J. Dodd.
Diplômé en littérature anglaise en 1966, Dodd s'enrôle dans les volontaires des Corps de la Paix et sert en République dominicaine jusqu'en 1968.
Il rejoint ensuite l'armée américaine de réserve jusqu'en 1975. En 1972, il est diplômé en droit de l'université de Louisville et est admis l'année suivante au barreau du Connecticut à New London.
De 1975 à 1981, Dodd est élu à la Chambre des représentants des États-Unis pour le 2e district du Connecticut.
En novembre 1980, Dodd est élu sénateur démocrate pour le Connecticut au Congrès fédéral, au siège occupé de 1953 à 1963 par Prescott Bush, le grand-père paternel de George W. Bush. Dodd est réélu à ce siège en 1986, 1992 et 1998. En 2004, il est réélu avec 66 % des voix contre le républicain Jack Orchulli.
En 1993, il fait une brève apparition dans son propre rôle de sénateur dans le film Président d'un jour (Dave) d'Ivan Reitman.
De 1995 à 1997, il est en outre président du Comité national démocrate et son porte-parole.
Catholique, bilingue anglais et espagnol, Dodd habite East Haddam avec sa femme Jackie Marie Clegg. Ils ont une fille.
En janvier 2007, il se déclare candidat aux primaires démocrates en vue de l'élection présidentielle de 2008. Après avoir terminé à la sixième place des caucus de l'Iowa du 3 janvier 2008, il annonce le retrait de sa candidature. En février, il apporte son soutien à Barack Obama contre Hillary Clinton.
Peu de temps après, Christopher Dodd fait l'objet d'investigations de la presse après avoir obtenu un prêt à taux préférentiel.
Le 5 janvier 2010, Dodd annonce ne pas être candidat à sa réélection comme sénateur. Le procureur général Richard Blumenthal est choisi par le parti pour lui succéder et a une confortable avance sur ses rivaux républicains dans les sondages, alors que le sénateur sortant était au coude-à-coude avec eux.
En mars 2011, il est élu président de la Motion Picture Association of America (MPAA). Il occupe ce poste jusqu'en 2017.
Il apporte son soutien à Joe Biden lors des primaires démocrates en vue de l'élection présidentielle de 2020. Il fait ensuite partie de ceux chargés de le conseiller dans son choix d'une candidate à la vice-présidence.
Le 2 janvier 2025, il est décoré de la médaille présidentielle de la citoyenneté par le président Joe Biden.

## Caméo
Il joue son propre rôle dans le film Président d'un jour (1993).

## Décorations
- médaille présidentielle de la citoyenneté (2 janvier 2025)[8]
- Commandeur de l'ordre de Léopold (2013, Belgique)[9]